# Smart 3
Smart #3 – elektryczny crossover klasy kompaktowej produkowany pod chińsko-niemiecką marką Smart od 2023 roku.

## Historia i opis modelu

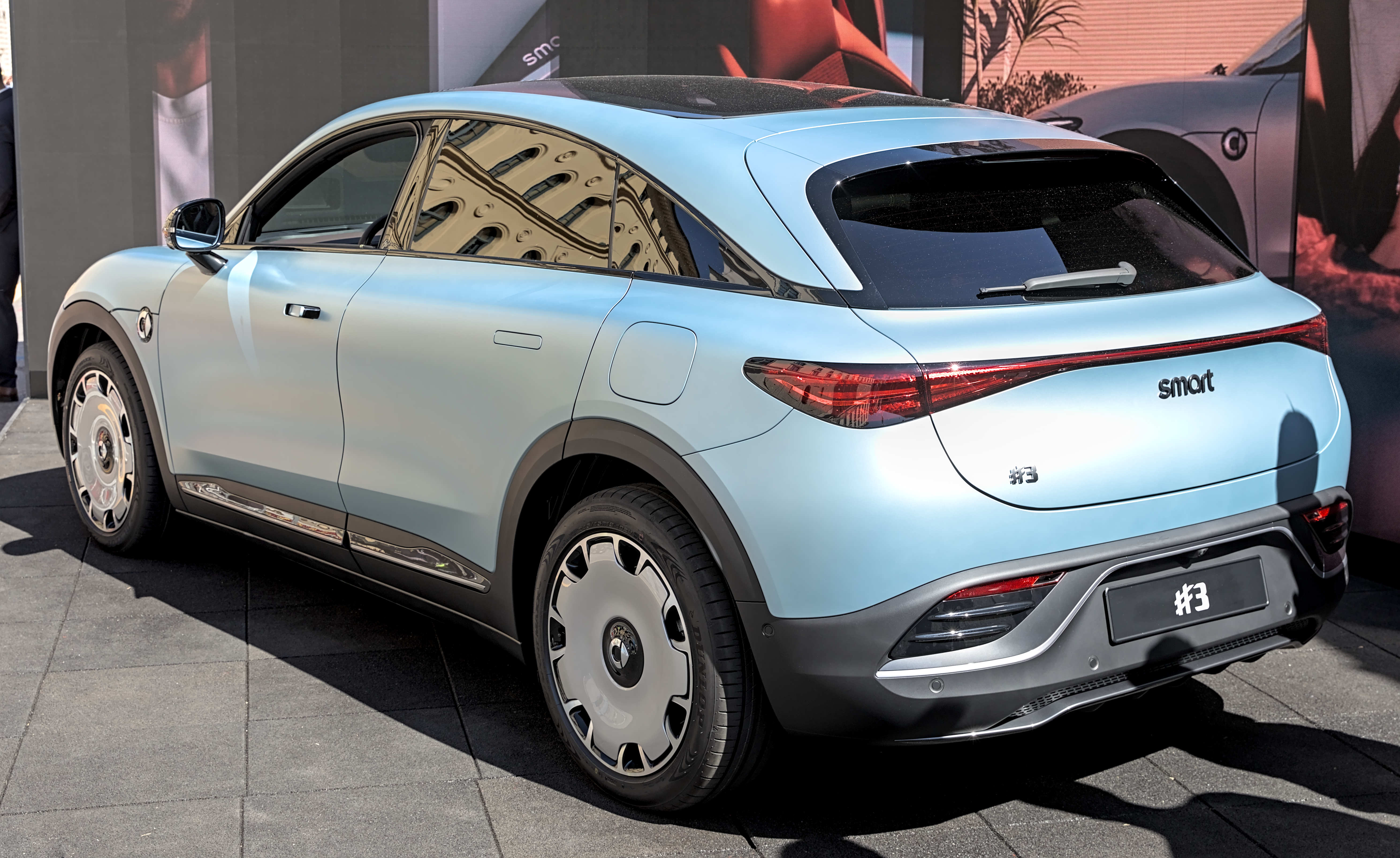
Smart #3 - tył

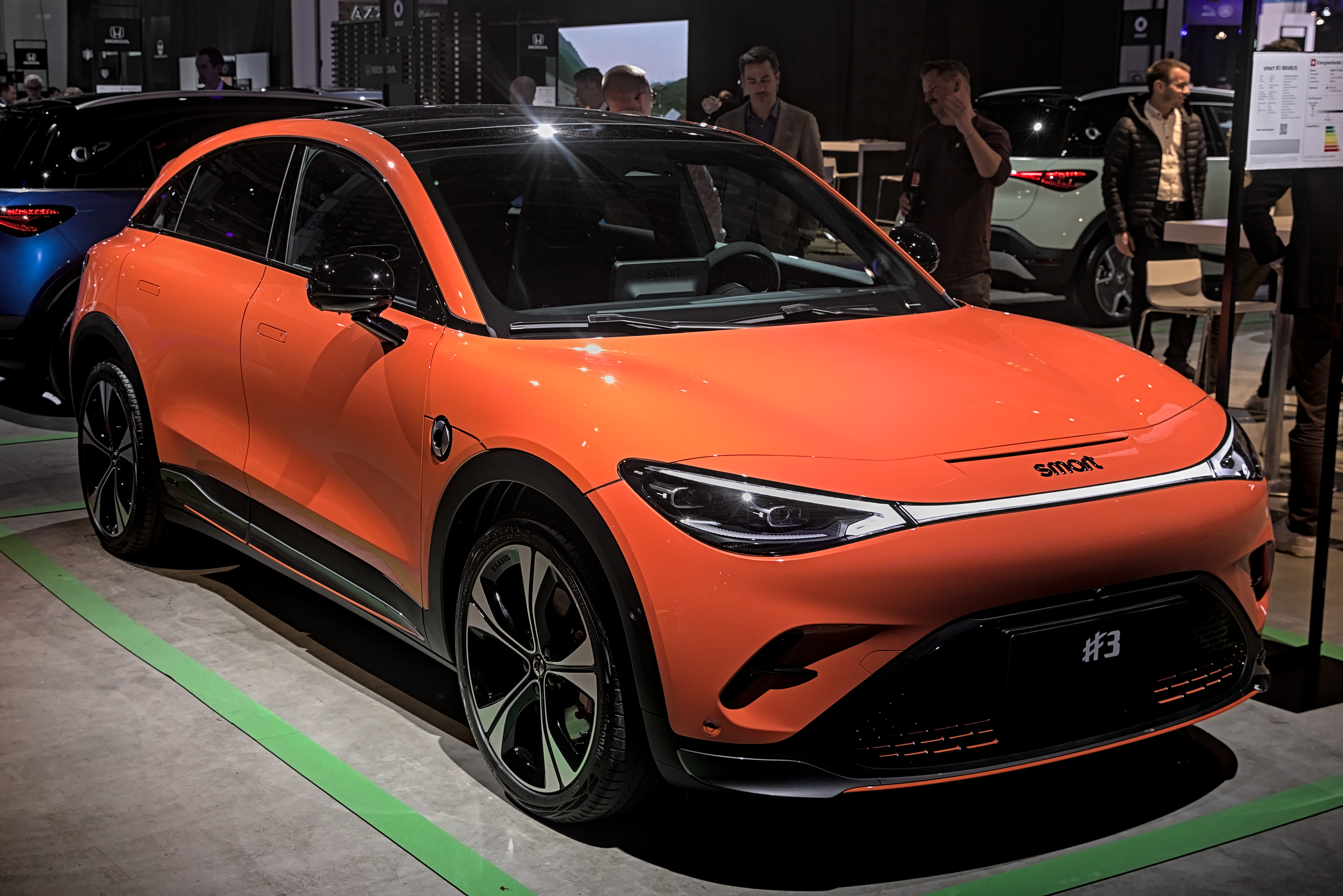
Smart #3 Brabus

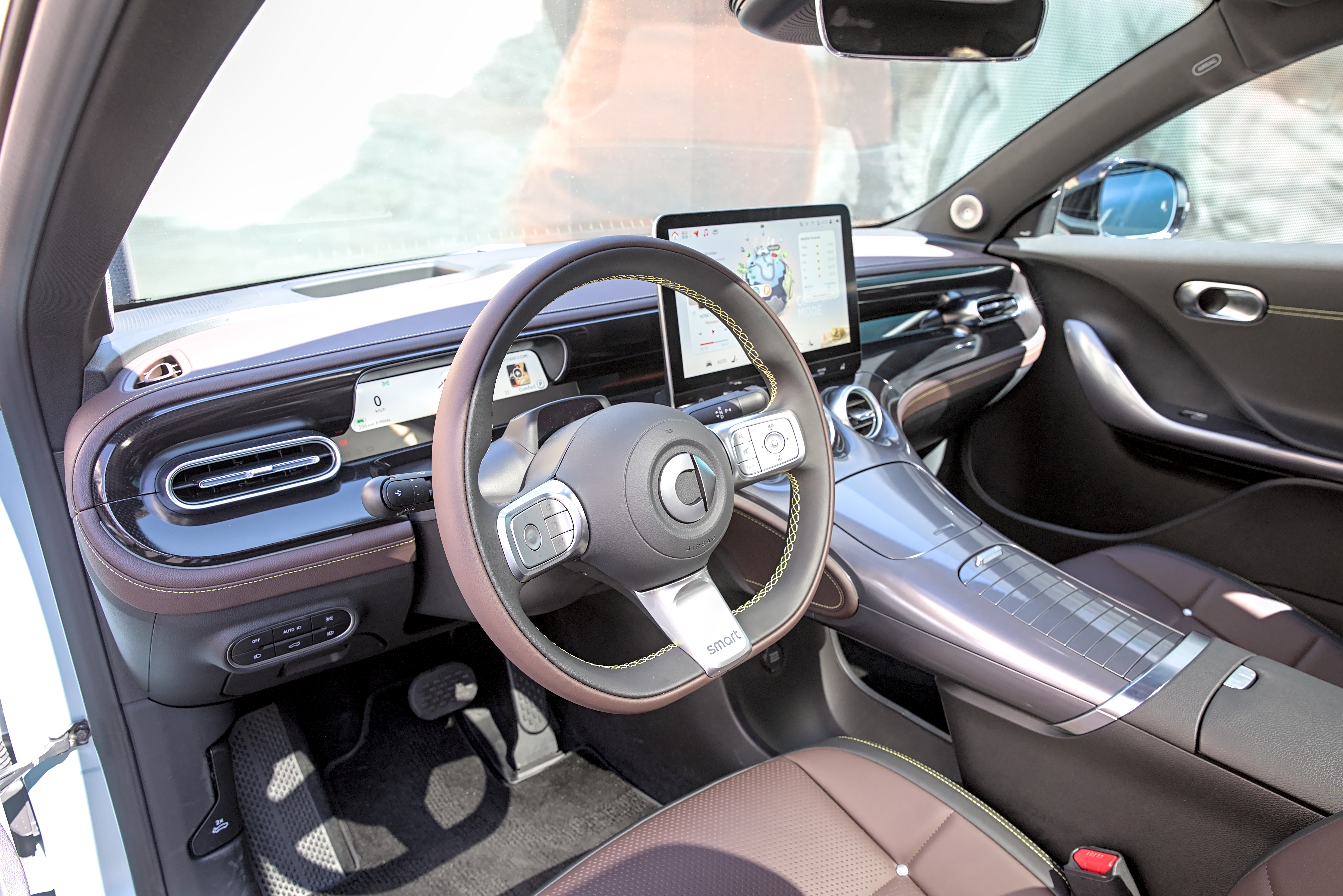
Smart #3 - kokpit

W kwietniu 2023 podczas międzynarodowych targów Shanghai Auto Show odbyła się globalna premiera Smarta #3, drugiegu modelu firmy po transformacji w chińsko-niemieckie przedsięwzięcie. Kontynuując schemat zrealizowany przy okazji przedstawionego rok wcześniej miejskiego "#1", większy kompaktowy model przyjął obłe proporcje z łukowo zakończonymi krawędziami szyb, ostrymi proporcjami oświetlenia połączonego listwami świetlnymi oraz pozbawioną wcięć powierzchnię nadwozia. Charakterystyczną cechą Smarta #3 została łagodnie opadająca linia dachu w stylu tzw. SUV-ów Coupe. W czasie gdy globalny zespół konstruktorów Mercedesa odpowiedzialny był za stylizację zewnętrzną oraz wygląd kabiny pasażerskiej, tak Geely przygotowało m.in. oprogramowanie i rozwiązania technologiczne. To na modułowej platformie tego chińskiego koncernu oparto samochód, współdzieląc ją także m.in. z Volvo EX30, Zeekr X czy planowany wówczas model polskiej Izery.
Minimalistycznie zarysowana deska rozdzielcza wyróżniła się płynnie przechodzącą konsolą centralną w położony pod kątem kokpit, gdzie znalazły się dwa zamykane schowki tuż przed podłokietnikiem. Przed kierowcą umieszczono niewielki wyświetlacz cyfrowych zegarów, z kolei większość funkcji pojazdu przejął centralny ekran dotykowy o przekątnej 12,3 cala. W przeciwieństwie do pokrewnego "#1", Smart #3 zyskał w kokpicie 3 centralne okrągłe nawiewy zamiast 2 prostokątnych.

### #3 Brabus
Równolegle ze Smartem #3 zadebiutowała także usportowiona, topowa odmiana sygnowana niemieckim tunerem Brabus. Samochód pod kątem wizualnym wyróżnił się wzięciem przy krawędzi maski imitującym wlot powietrza, większym rozmiarem alufelg, innymi detalami w zderzakach, a także brakiem chromowanych zdobień. Pod kątem technicznym zastosowano rozbudowanym napęd AWD, w ramach którego dwa silniki elektryczne rozwijają łączna moc 428 KM i 543 Nm maksymalnego momentu obrotowego. Takie parametry pozwalają rozpędzić się do 100 km/h w 3,6 sekundy. #3 Brabus w pierwszej kolejności został przewidziany do sprzedaży w Chinach z końcem 2023 roku, poszerzając swój zasięg rynkowy w Europie na początku 2024 roku. 

### Sprzedaż
Smart #3 zadebiutował w pierwszej kolejności na rynku chińskim, gdzie dostawy pierwszych egzemplarzy do nabywców rozpoczęły się tuż po debiucie z końcem kwietnia 2023. Po europejskiej premierze samochodu na IAA 2023 w Monachium, regularna sprzedaż elektrycznego crossovera w wybranych rynkach Europy Zachodniej została zaplanowana na początek 2024 roku.

### Dane techniczne
Smart #3 to samochód w pełni elektryczny, który w podstawowej odmianie wyposażony jest w jeden silnik elektryczny przenoszący moc na tylną oś. Rozwija on moc 272 KM mocy maksymalnej oraz 343 Nm momentu obrotowego. Pozwala to na 180 km/h prędkości maksymalnej oraz 440 kilometrów zasięgu w cyklu mieszanym. Niklowo-kobaltowo-żelazowy akumulator scharakteryzwował się maksymalną pojemnością 66 kWh, obsługując do 150 kW mocy ładowania umożliwiającej na uzupełnienie z 10 do 80% stanu w mniej niż 30 minut.